# Giulio Casalini
Giulio Casalini (Vigevano, 19 febbraio 1876 – Torino, 15 maggio 1956) è stato un politico italiano.